# Al-Fateh Saudi Club (pallacanestro)
L'Al-Fateh Saudi Club(in arabo: نادي الفتح السعودي) è una società professionista di basket con sede nella città di Al-Hasa, in Arabia Saudita, che milita nella massima categoria nazionale, la Saudi Basketball League.
La squadra è la sezione cestistica della società polisportiva dell'Al-Fateh Saudi Club, società dell'Arabia Saudita attività in vari sport tra cui il calcio.

## Storia
Lo società polisportiva dell'Al-Fateh Saudi Club è stata fondata nel 1958 nella città di Al-Hasa. Dopo aver passato diverse stagioni nella Saudi Division I, la seconda divisione nazionale; al termine della stagione 2003-2004 ha ottenuto la promozione nella Saudi Basketball League, divisione in cui tutt'ora milita ancora.
Nella stagione 2013-2014, l'Al-Fateh è riuscito nell'impresa storica di trionfare nella Saudi Basketball League. Dopo aver concluso al quarto posto la stagione regolare con un record di 15 vittorie e 7 sconfitte, la squadra ottenne l'accesso per i play-off; nelle semifinali affrontò l' Ohod Medina, sui cui si impose per 2-1 nella serie grazie alla vittoria nella decisiva gara tre con il risultato di 62-58. Nella finale secca per l'assegnazione del titolo l'Al-Fateh, si scontrò con l'Al-Ansar, e si impose con il risultato di 61-40, venendo proclamato per la prima, e fino ad ora unica, volta nella loro storia campioni della Saudi Basketball League.
Nella stagione successiva la squadra giunse nuovamente alle finali della Saudi Basketball League, perdendo però la decisiva gara cinque contro l'Ohod Medina; però nella stessa stagione la squadra si aggiudicò l'edizione 2014-2015 della Prince Faisal Basketball Cup, titolo che aveva vinto anche nella stagione precedente.

## Palmares

### Titoli nazionali
Saudi Basketball League:
- Campioni (1): 2013-2014

Prince Faisal Basketball Cup:
- Campioni (2): 2015, 2016

## Roster attuale
Il roster per la stagione 2023-2024
|    | Naz.                      | Ruolo | Sportivo            | Anno | Alt. | Peso |  |
| -- | ------------------------- | ----- | ------------------- | ---- | ---- | ---- |  |
| 3  | Arabia Saudita (bandiera) | G     | Hesham Alrasheed    | 2001 | 182  | 80   |  |
| 5  | Stati Uniti (bandiera)    | C     | Antonio Campbell    | 1994 | 206  | 120  |  |
| 6  | Arabia Saudita (bandiera) | AP    | Ali Al-Khodeir      | 1990 | 187  | 85   |  |
| 7  | Arabia Saudita (bandiera) | AG    | Mohammed Al-Saquer  | 1994 | 195  | 95   |  |
| 8  | Arabia Saudita (bandiera) | AG    | Abdulathf Al-Tamamr | 1995 | 196  | 92   |  |
| 9  | Bahrein (bandiera)        | G     | Jassim Al Hajj      | 1994 | 188  | 84   |  |
| 10 | Arabia Saudita (bandiera) | PG    | Abdullah Al-Taher   | 2005 |      |      |  |
| 11 | Arabia Saudita (bandiera) | AP    | Qasem Alsalman      | 2006 |      |      |  |
| 12 | Arabia Saudita (bandiera) | C     | Mohamad Al-Moussaad | 1991 | 199  | 98   |  |
| 14 | Stati Uniti (bandiera)    | AP    | Khalid Fahad        | 1988 | 188  | 87   |  |
| 21 | Arabia Saudita (bandiera) | G     | Saad Al-Subaiei     | 1997 | 188  | 84   |  |
| 24 | Arabia Saudita (bandiera) | G     | Hazim Aljohar       | 2003 | 189  | 88   |  |

### Staff tecnico
| Ruolo           | Nome          |
| --------------- | ------------- |
| Capo Allenatore | George Geagea |

## Giocatori famosi
- Édgar Sosa
- O. J. Mayo
- Glen Rice Jr.
- Ike Earl
- Houston Wayne
- Cheikh Ya-Ya Dia
- Xavier Keeling
- Odgra Bobo
- Mohammed Al Sager
- Mohammed Al Roshood
- Tareq Al Saqer
- Kadeem Coleby
- Tiras Wade
- Tracy Robinson
- Kevin Sowell
- Danilo Mitrovic
- Falando Cortez Jones
- Mohamad Al Sakr
- Karim Ezzeddine
- Michael Qualls
- Mohamed Harat
- Mike Efevberha